# Japan Super Series 2008
Die Japan Super Series 2008 waren das siebente Turnier der BWF Super Series 2008 im Badminton. Es fand in Shibuya, Tokio vom 16. bis zum 21. September 2008 im Tokyo Metropolitan Gymnasium statt. Das Preisgeld betrug 200.000 US-Dollar.

## Sieger und Platzierte
| Disziplin    | Gold                        | Silber                        | Bronze                                            |
| ------------ | --------------------------- | ----------------------------- | ------------------------------------------------- |
| Herreneinzel | Sony Dwi Kuncoro            | Lee Chong Wei                 | Joachim Persson                                   |
| Herreneinzel | Sony Dwi Kuncoro            | Lee Chong Wei                 | Kenichi Tago                                      |
| Dameneinzel  | Wang Yihan                  | Zhou Mi                       | Lu Lan                                            |
| Dameneinzel  | Wang Yihan                  | Zhou Mi                       | Tine Rasmussen                                    |
| Herrendoppel | Lars Paaske Jonas Rasmussen | Mohammad Ahsan Bona Septano   | Keita Masuda Tadashi Ohtsuka                      |
| Herrendoppel | Lars Paaske Jonas Rasmussen | Mohammad Ahsan Bona Septano   | Yonathan Suryatama Dasuki Rian Sukmawan           |
| Damendoppel  | Cheng Shu Zhao Yunlei       | Chin Eei Hui Wong Pei Tty     | Vita Marissa Liliyana Natsir                      |
| Damendoppel  | Cheng Shu Zhao Yunlei       | Chin Eei Hui Wong Pei Tty     | Miyuki Maeda Satoko Suetsuna                      |
| Mixed        | Muhammad Rizal Vita Marissa | Nova Widianto Liliyana Natsir | Yoo Yeon-seong Kim Min-jung                       |
| Mixed        | Muhammad Rizal Vita Marissa | Nova Widianto Liliyana Natsir | Songphon Anugritayawon Kunchala Voravichitchaikul |

## Herreneinzel

### Setzliste
1. Lee Chong Wei
2. Sony Dwi Kuncoro
3. Peter Gade
4. Taufik Hidayat
5. Simon Santoso
6. Joachim Persson
7. Boonsak Ponsana
8. Chen Yu

### Qualifikation
- Zhu Weilun –  Derek Wong Zi Liang: 21-10 / 21-10
- Takuma Ueda –  Pei Wei Chung: 21-15 / 21-13
- Riichi Takeshita –  Jun Takemura: 21-14 / 21-15
- Shu Wada –  Shih Kuei-chun: 21-15 / 21-17
- Kazushi Yamada –  Kazuteru Kozai: 21-18 / 23-21
- Qiu Yanbo –  Hiroyuki Saeki: 16-21 / 21-16 / 21-15
- Takuma Ueda –  Riichi Takeshita: 19-21 / 21-8 / 21-14
- Kazushi Yamada –  Shu Wada: 21-17 / 21-18
- Qiu Yanbo –  Shin Baek-cheol: 21-16 / 11-21 / 21-17

### Hauptrunde
- Lee Chong Wei –  Zhu Weilun: 25-23 / 21-8
- Sho Sasaki –  Andrew Smith: 26-24 / 23-21
- Simon Santoso –  Kazushi Yamada: 21-14 / 21-12
- Qiu Yanbo –  Hong Ji-hoon: 21-11 / 21-17
- Taufik Hidayat –  Ng Wei: 21-9 / 14-4 ret.
- Jan Ø. Jørgensen –  Takuma Ueda: 21-15 / 21-12
- Joachim Persson –  Shoji Sato: 17-21 / 21-10 / 21-16
- Tommy Sugiarto –  Yuichi Ikeda: 18-21 / 21-17 / 21-13
- Alamsyah Yunus –  Hsieh Yu-hsing: 19-21 / 21-5 / 22-20
- Kenichi Tago –  Chen Yu: 21-12 / 21-10
- Lu Yi –  Bobby Milroy: 21-16 / 21-9
- Gong Weijie –  Peter Gade: 12-21 / 22-20 / 24-22
- Roslin Hashim –  Chan Yan Kit: 18-21 / 21-19 / 21-13
- Boonsak Ponsana –  Hiroyuki Endo: 15-21 / 23-21 / 21-13
- Sairul Amar Ayob –  Lee Tsuen Seng: 21-17 / 21-18
- Sony Dwi Kuncoro –  Koichi Saeki: 21-11 / 21-8
- Lee Chong Wei –  Sho Sasaki: 21-7 / 22-20
- Qiu Yanbo –  Simon Santoso: 21-10 / 8-6 ret.
- Taufik Hidayat –  Jan Ø. Jørgensen: 21-10 / 21-12
- Joachim Persson –  Tommy Sugiarto: 21-14 / 21-15
- Kenichi Tago –  Alamsyah Yunus: 13-21 / 21-14 / 21-11
- Lu Yi –  Gong Weijie: 21-11 / 21-23 / 21-15
- Roslin Hashim –  Boonsak Ponsana: 21-17 / 21-15
- Sony Dwi Kuncoro –  Sairul Amar Ayob: 21-8 / 21-7
- Lee Chong Wei –  Qiu Yanbo: 21-17 / 21-17
- Joachim Persson –  Taufik Hidayat: 12-21 / 21-19 / 23-21
- Kenichi Tago –  Lu Yi: 21-18 / 21-17
- Sony Dwi Kuncoro –  Roslin Hashim: 21-16 / 21-11
- Lee Chong Wei –  Joachim Persson: 21-6 / 21-4
- Sony Dwi Kuncoro –  Kenichi Tago: 21-15 / 21-16
- Sony Dwi Kuncoro –  Lee Chong Wei: 21-17 / 21-11

### Endrunde
|  | Halbfinale | Halbfinale       | Halbfinale | Halbfinale | Halbfinale |  |  | Finale | Finale           | Finale | Finale | Finale |
|  |            |                  |            |            |            |  |  |        |                  |        |        |        |
|  |            |                  |            |            |            |  |  |        |                  |        |        |        |
|  | 1          | Lee Chong Wei    | 21         | 21         |            |  |  |        |                  |        |        |        |
|  | 6          | Joachim Persson  | 6          | 4          |            |  |  |        |                  |        |        |        |
|  |            |                  |            |            |            |  |  | 1      | Lee Chong Wei    | 17     | 11     |        |
|  |            |                  |            |            |            |  |  | 2      | Sony Dwi Kuncoro | 21     | 21     |        |
|  |            | Kenichi Tago     | 15         | 16         |            |  |  |        |                  |        |        |        |
|  | 2          | Sony Dwi Kuncoro | 21         | 21         |            |  |  |        |                  |        |        |        |
|  |            |                  |            |            |            |  |  |        |                  |        |        |        |

## Dameneinzel

### Setzliste
1. Lu Lan
2. Tine Rasmussen
3. Zhu Lin
4. Xu Huaiwen
5. Wong Mew Choo
6. Wang Chen
7. Zhou Mi
8. Yip Pui Yin

### Qualifikation
- Chen Jiayuan –  Mayu Sekiya: 10-21 / 21-15 / 21-14
- Ai Goto –  Misaki Matsutomo: 21-13 / 21-16
- Nicole Grether –  Yukina Oku: 21-16 / 21-18
- Reika Kakiiwa –  Masayo Nojirino: 21-15 / 11-21 / 21-14
- Kana Ito –  Bae Yeon-ju: 21-10 / 21-19
- Aprilia Yuswandari –  Ayane Kurihara: 21-12 / 21-18
- Ai Goto –  Nicole Grether: 19-21 / 21-14 / 21-19
- Kana Ito –  Reika Kakiiwa: 21-14 / 13-21 / 21-17
- Zhu Jingjing –  Aprilia Yuswandari: 21-10 / 21-8

### Hauptrunde
- Lu Lan –  Fransisca Ratnasari: 11-21 / 21-13 / 21-14
- Kaori Imabeppu –  Petya Nedelcheva: 20-22 / 24-22 / 21-18
- Wong Mew Choo –  Yu Hirayama: 21-16 / 8-21 / 22-20
- Maria Kristin Yulianti –  Adriyanti Firdasari: 21-15 / 21-16
- Xu Huaiwen –  Kana Ito: 21-19 / 21-18
- Hwang Hye-youn –  Julia Wong Pei Xian: 17-21 / 21-9 / 21-16
- Zhou Mi –  Saina Nehwal: 21-18 / 21-16
- Megumi Taruno –  Charmaine Reid: 21-8 / 21-9
- Wang Yihan –  Salakjit Ponsana: 21-13 / 21-10
- Yip Pui Yin –  Zhu Jingjing: 21-12 / 18-21 / 21-16
- Fu Mingtian –  Mizuki Fujii: 19-21 / 21-12 / 23-21
- Eriko Hirose –  Zhu Lin: 21-10 / 14-21 / 21-17
- Jiang Yanjiao –  Anu Nieminen: 21-14 / 21-15
- Wang Chen –  Chen Jiayuan: 21-12 / 21-13
- Wang Lin –  Pia Zebadiah: 21-19 / 21-16
- Tine Baun –  Ai Goto: 21-8 / 21-15
- Lu Lan –  Kaori Imabeppu: 21-7 / 21-8
- Maria Kristin Yulianti –  Wong Mew Choo: 18-21 / 21-13 / 21-6
- Hwang Hye-youn –  Xu Huaiwen: 21-18 / 21-15
- Zhou Mi –  Megumi Taruno: 21-13 / 21-12
- Wang Yihan –  Yip Pui Yin: 21-12 / 21-7
- Eriko Hirose –  Fu Mingtian: 21-13 / 21-10
- Tine Baun –  Wang Lin: 10-21 / 21-11 / 21-18
- Wang Chen –  Jiang Yanjiao: w.o.
- Lu Lan –  Maria Kristin Yulianti: 13-21 / 22-20 / 22-20
- Zhou Mi –  Hwang Hye-youn: 21-13 / 21-14
- Wang Yihan –  Eriko Hirose: 21-19 / 23-21
- Tine Baun –  Wang Chen: 21-8 / 21-16
- Zhou Mi –  Lu Lan: 9-21 / 21-13 / 21-13
- Wang Yihan –  Tine Baun: 21-15 / 21-18
- Wang Yihan –  Zhou Mi: 21-19 / 17-21 / 21-15

## Herrendoppel

### Setzliste
1. Markis Kido / Hendra Setiawan
2. Lars Paaske / Jonas Rasmussen
3. Zakry Abdul Latif / Fairuzizuan Tazari
4. Keita Masuda / Tadashi Ohtsuka
5. Candra Wijaya /  Tony Gunawan
6. Shintaro Ikeda / Shuichi Sakamoto
7. Yonathan Suryatama Dasuki / Rian Sukmawan
8. Hendra Gunawan / Joko Riyadi

### Hauptrunde
- Cho Gun-woo /  Yoo Yeon-seong –  Songphon Anugritayawon /  Tesana Panvisavas: 21-18 / 22-20
- Yonathan Suryatama Dasuki /  Rian Sukmawan –  Robert Adcock /  Robin Middleton: 21-13 / 21-11
- Hiroyuki Endo /  Kazushi Yamada –  Hiroyuki Saeki /  Yuta Yamasaki: 21-19 / 21-14
- Mohammad Ahsan /  Bona Septano –  Ko Sung-hyun /  Kwon Yi-goo: 19-21 / 21-10 / 21-7
- Shintaro Ikeda /  Shuichi Sakamoto –  Noriyasu Hirata /  Takatoshi Kurose: 21-16 / 21-18
- Kenichi Hayakawa /  Kenta Kazuno –  Keishi Kawaguchi /  Naoki Kawamae: 18-21 / 21-17 / 21-19
- Liu Xiaolong /  Sun Junjie –  Takeshi Kamura /  Takuma Ueda: 17-21 / 21-16 / 21-13
- Keita Masuda /  Tadashi Ohtsuka –  Rei Sato /  Shu Wada: 21-14 / 21-11
- Chris Adcock /  Robert Blair –  Hsieh Yu-hsing /  Shih Kuei-chun: 21-11 / 21-15
- Hendra Gunawan /  Joko Riyadi –  Shen Ye /  He Hanbin: 15-21 / 21-16 / 21-13
- Anders Kristiansen /  Simon Mollyhus –  Chen Hung-ling /  Cheng Chung Jen: 21-15 / 21-18
- Richard Eidestedt /  Andrew Ellis –  Guo Zhendong /  Xu Chen: w.o.
- Tony Gunawan /  Candra Wijaya –  Chris Langridge /  David Lindley: w.o.
- Markis Kido /  Hendra Setiawan –  Cho Gun-woo /  Yoo Yeon-seong: 20-22 / 21-18 / 21-14
- Yonathan Suryatama Dasuki /  Rian Sukmawan –  Hiroyuki Endo /  Kazushi Yamada: 21-19 / 21-15
- Mohammad Ahsan /  Bona Septano –  Zakry Abdul Latif /  Fairuzizuan Tazari: 21-15 / 12-21 / 21-17
- Shintaro Ikeda /  Shuichi Sakamoto –  Kenichi Hayakawa /  Kenta Kazuno: 21-17 / 21-7
- Tony Gunawan /  Candra Wijaya –  Richard Eidestedt /  Andrew Ellis: 21-17 / 21-19
- Keita Masuda /  Tadashi Ohtsuka –  Liu Xiaolong /  Sun Junjie: 21-13 / 21-15
- Chris Adcock /  Robert Blair –  Hendra Gunawan /  Joko Riyadi: 22-20 / 21-23 / 21-19
- Lars Paaske /  Jonas Rasmussen –  Anders Kristiansen /  Simon Mollyhus: 21-17 / 21-18
- Yonathan Suryatama Dasuki /  Rian Sukmawan –  Markis Kido /  Hendra Setiawan: 21-17 / 14-21 / 21-19
- Mohammad Ahsan /  Bona Septano –  Shintaro Ikeda /  Shuichi Sakamoto: 21-15 / 20-22 / 21-19
- Keita Masuda /  Tadashi Ohtsuka –  Tony Gunawan /  Candra Wijaya: 21-15 / 21-15
- Lars Paaske /  Jonas Rasmussen –  Chris Adcock /  Robert Blair: 21-15 / 21-18
- Mohammad Ahsan /  Bona Septano –  Yonathan Suryatama Dasuki /  Rian Sukmawan: 21-16 / 21-19
- Lars Paaske /  Jonas Rasmussen –  Keita Masuda /  Tadashi Ohtsuka: 21-17 / 21-16
- Lars Paaske /  Jonas Rasmussen –  Mohammad Ahsan /  Bona Septano: 21-17 / 15-21 / 21-13

### Endrunde
|  | Halbfinale | Halbfinale                              | Halbfinale | Halbfinale | Halbfinale |  |  | Finale | Finale                      | Finale | Finale | Finale |
|  |            |                                         |            |            |            |  |  |        |                             |        |        |        |
|  |            |                                         |            |            |            |  |  |        |                             |        |        |        |
|  | 7          | Yonathan Suryatama Dasuki Rian Sukmawan | 16         | 19         |            |  |  |        |                             |        |        |        |
|  |            | Mohammad Ahsan Bona Septano             | 21         | 21         |            |  |  |        |                             |        |        |        |
|  |            |                                         |            |            |            |  |  |        | Mohammad Ahsan Bona Septano | 17     | 21     | 13     |
|  |            |                                         |            |            |            |  |  | 2      | Lars Paaske Jonas Rasmussen | 21     | 15     | 21     |
|  | 4          | Keita Masuda Tadashi Ohtsuka            | 17         | 16         |            |  |  |        |                             |        |        |        |
|  | 2          | Lars Paaske Jonas Rasmussen             | 21         | 21         |            |  |  |        |                             |        |        |        |
|  |            |                                         |            |            |            |  |  |        |                             |        |        |        |

## Damendoppel

### Setzliste
1. Miyuki Maeda / Satoko Suetsuna
2. Vita Marissa / Liliyana Natsir
3. Kumiko Ogura / Reiko Shiota
4. Wong Pei Tty / Chin Eei Hui
5. Ha Jung-eun / Kim Min-jung
6. Aki Akao / Tomomi Matsuda
7. Chien Yu-chin / Chou Chia-chi
8. Nitya Krishinda Maheswari / Greysia Polii

### Hauptrunde
- Heather Olver /  Suzanne Rayappan –  Yui Nakahara /  Aya Wakisaka: 21-16 / 21-10
- Duanganong Aroonkesorn /  Kunchala Voravichitchaikul –  Imogen Bankier /  Sarah Bok: 21-14 / 21-15
- Cheng Shu /  Zhao Yunlei –  Yukina Oku /  Megumi Taruno: 21-13 / 21-9
- Misaki Matsutomo /  Ayaka Takahashi –  Mizuki Fujii /  Reika Kakiiwa: 14-21 / 21-13 / 22-20
- Pan Pan /  Tian Qing –  Jenny Wallwork /  Gabrielle Adcock: 21-7 / 21-12
- Ayane Kurihara /  Masayo Nojirino –  Kana Ito /  Mami Naito: w.o.
- Miyuki Maeda /  Satoko Suetsuna –  Nicole Grether /  Charmaine Reid: 21-11 / 21-11
- Nitya Krishinda Maheswari /  Greysia Polii –  Heather Olver /  Suzanne Rayappan: 21-11 / 21-11
- Cheng Shu /  Zhao Yunlei –  Ha Jung-eun /  Kim Min-jung: 21-17 / 21-13
- Aki Akao /  Tomomi Matsuda –  Ayane Kurihara /  Masayo Nojirino: 21-13 / 21-13
- Chin Eei Hui /  Wong Pei Tty –  Misaki Matsutomo /  Ayaka Takahashi: 21-12 / 21-16
- Pan Pan /  Tian Qing –  Chien Yu-chin /  Chou Chia-chi: 21-15 / 21-19
- Vita Marissa /  Liliyana Natsir –  Yasuyo Imabeppu /  Shizuka Matsuo: 21-10 / 21-19
- Miyuki Maeda /  Satoko Suetsuna –  Nitya Krishinda Maheswari /  Greysia Polii: 21-19 / 16-21 / 21-16
- Cheng Shu /  Zhao Yunlei –  Duanganong Aroonkesorn /  Kunchala Voravichitchaikul: 21-17 / 21-17
- Chin Eei Hui /  Wong Pei Tty –  Aki Akao /  Tomomi Matsuda: 21-13 / 21-18
- Vita Marissa /  Liliyana Natsir –  Pan Pan /  Tian Qing: 21-17 / 21-17
- Cheng Shu /  Zhao Yunlei –  Miyuki Maeda /  Satoko Suetsuna: 21-15 / 21-16
- Chin Eei Hui /  Wong Pei Tty –  Vita Marissa /  Liliyana Natsir: 21-11 / 18-21 / 21-18
- Cheng Shu /  Zhao Yunlei –  Chin Eei Hui /  Wong Pei Tty: 21-19 / 5-21 / 21-18

### Endrunde
|  | Halbfinale | Halbfinale                   | Halbfinale | Halbfinale | Halbfinale |  |  | Finale | Finale                    | Finale | Finale | Finale |
|  |            |                              |            |            |            |  |  |        |                           |        |        |        |
|  |            |                              |            |            |            |  |  |        |                           |        |        |        |
|  | 1          | Miyuki Maeda Satoko Suetsuna | 15         | 16         |            |  |  |        |                           |        |        |        |
|  |            | Cheng Shu Zhao Yunlei        | 21         | 21         |            |  |  |        |                           |        |        |        |
|  |            |                              |            |            |            |  |  |        | Cheng Shu Zhao Yunlei     | 21     | 5      | 21     |
|  |            |                              |            |            |            |  |  | 4      | Chin Eei Hui Wong Pei Tty | 19     | 21     | 18     |
|  | 4          | Chin Eei Hui Wong Pei Tty    | 21         | 18         | 21         |  |  |        |                           |        |        |        |
|  | 2          | Vita Marissa Liliyana Natsir | 11         | 21         | 18         |  |  |        |                           |        |        |        |
|  |            |                              |            |            |            |  |  |        |                           |        |        |        |

## Mixed

### Setzliste
1. Nova Widianto / Liliyana Natsir
2. Sudket Prapakamol / Saralee Thungthongkam
3. Robert Blair /  Imogen Bankier
4. Chen Hung-ling / Chou Chia-chi
5. Flandy Limpele / Greysia Polii
6. Muhammad Rizal / Vita Marissa
7. David Lindley / Suzanne Rayappan
8. Keita Masuda / Miyuki Maeda

### Hauptrunde
- Lim Khim Wah /  Wong Pei Tty –  Shen Ye /  Pan Pan: 23-21 / 12-21 / 21-15
- Yoo Yeon-seong /  Kim Min-jung –  Zakry Abdul Latif /  Ng Hui Lin: 21-23 / 28-26 / 21-12
- Cho Gun-woo /  Ha Jung-eun –  Hsieh Yu-hsing /  Chien Yu-chin: 21-19 / 21-19
- Keita Masuda /  Miyuki Maeda –  Robert Adcock /  Heather Olver: 21-18 / 21-18
- Songphon Anugritayawon /  Kunchala Voravichitchaikul –  Kenta Kazuno /  Aya Wakisaka: 21-10 / 21-13
- Chris Adcock /  Gabrielle Adcock –  Robin Middleton /  Jenny Wallwork: 22-20 / 16-21 / 21-17
- Noriyasu Hirata /  Shizuka Matsuo –  Liu Xiaolong /  Zhao Yunlei: 21-14 / 21-19
- Sun Junjie /  Tian Qing –  Chris Langridge /  Sarah Bok: w.o.
- Tadashi Ohtsuka /  Satoko Suetsuna –  Kenichi Hayakawa /  Mami Naito: w.o.
- Nova Widianto /  Liliyana Natsir –  Sun Junjie /  Tian Qing: 21-15 / 21-13
- Flandy Limpele /  Greysia Polii –  Lim Khim Wah /  Wong Pei Tty: 21-16 / 21-11
- Yoo Yeon-seong /  Kim Min-jung –  Robert Blair /  Imogen Bankier: 21-17 / 21-11
- Cho Gun-woo /  Ha Jung-eun –  David Lindley /  Suzanne Rayappan: 21-19 / 24-22
- Keita Masuda /  Miyuki Maeda –  Tadashi Ohtsuka /  Satoko Suetsuna: 21-15 / 23-21
- Songphon Anugritayawon /  Kunchala Voravichitchaikul –  Chen Hung-ling /  Chou Chia-chi: 21-15 / 21-14
- Muhammad Rizal /  Vita Marissa –  Chris Adcock /  Gabrielle Adcock: 21-14 / 21-14
- Noriyasu Hirata /  Shizuka Matsuo –  Sudket Prapakamol /  Saralee Thungthongkam: 21-14 / 25-23
- Nova Widianto /  Liliyana Natsir –  Flandy Limpele /  Greysia Polii: 21-13 / 21-12
- Yoo Yeon-seong /  Kim Min-jung –  Cho Gun-woo /  Ha Jung-eun: 21-14 / 18-21 / 21-15
- Songphon Anugritayawon /  Kunchala Voravichitchaikul –  Keita Masuda /  Miyuki Maeda: 21-17 / 21-11
- Muhammad Rizal /  Vita Marissa –  Noriyasu Hirata /  Shizuka Matsuo: 21-9 / 21-17
- Nova Widianto /  Liliyana Natsir –  Yoo Yeon-seong /  Kim Min-jung: 19-21 / 21-17 / 21-18
- Muhammad Rizal /  Vita Marissa –  Songphon Anugritayawon /  Kunchala Voravichitchaikul: 22-20 / 21-18
- Muhammad Rizal /  Vita Marissa –  Nova Widianto /  Liliyana Natsir: 14-21 / 21-15 / 21-19

### Endrunde
|  | Halbfinale | Halbfinale                                        | Halbfinale | Halbfinale | Halbfinale |  |  | Finale | Finale                        | Finale | Finale | Finale |
|  |            |                                                   |            |            |            |  |  |        |                               |        |        |        |
|  |            |                                                   |            |            |            |  |  |        |                               |        |        |        |
|  | 1          | Nova Widianto Liliyana Natsir                     | 19         | 21         | 21         |  |  |        |                               |        |        |        |
|  |            | Yoo Yeon-seong Kim Min-jung                       | 21         | 17         | 18         |  |  |        |                               |        |        |        |
|  |            |                                                   |            |            |            |  |  | 1      | Nova Widianto Liliyana Natsir | 21     | 15     | 19     |
|  |            |                                                   |            |            |            |  |  | 5      | Muhammad Rizal Vita Marissa   | 14     | 21     | 21     |
|  |            | Songphon Anugritayawon Kunchala Voravichitchaikul | 20         | 18         |            |  |  |        |                               |        |        |        |
|  | 5          | Muhammad Rizal Vita Marissa                       | 22         | 21         |            |  |  |        |                               |        |        |        |
|  |            |                                                   |            |            |            |  |  |        |                               |        |        |        |